# Rode Kerk
De Rode Kerk (Turks: Kızıl Kilise) is een Armeense kerkruíne bij het ten oosten van de Turkse stad Güzelyurt gelegen dorp Sivrihisar in de provincie Aksaray. Dankzij de bemoeienissen van de Franse organisatie Les Amis de la Cappadoce werd het gebouw in 2008 op de World Monuments Watch-lijst van de 100 meest bedreigde monumenten ter wereld geplaatst.
Wegens de rode kleur van het vulkanische bouwmateriaal wordt de kerk Rode Kerk genoemd. De Rode Kerk is schitterend gelegen op een vlakte en werd gebouwd in de 7e eeuw gebouwd aan een oude pelgrimsroute naar Jeruzalem. Het betreft de enige kerk uit die tijd waarvan de muren nog altijd staan. De kerk werd opgedragen ter ere van Gregorius van Nazianze, een van de drie Cappadocische kerkvaders (de andere twee waren Basilius van Caesarea (ca. 330-378) en zijn jongere broer Gregorius van Nyssa (335/40-na 394).
De Rode Kerk is een van de eerste kerken die werd voorzien van een tamboer met vensters om het interieur te verlichten, hetgeen in die tijd in de architectuur zeer vernieuwend was. Met uitsluiting van een waarschijnlijk later toegevoegde narthex werden er nooit veranderingen aan het kerkgebouw aangebracht.
Sinds 2002 heeft de vereniging Les amis de la Cappadoce zich het lot van de zwaar verwaarloosde kerk aangetrokken. Om de benodigde toestemming te verkrijgen voor onderzoek van de kerk voegde een professor van de Yildiz Universiteit van Istanboel zich bij de vereniging. In 2007 volgden, in samenwerking met het museum van Aksaray, archeologische opgravingen in de kerk en de omgeving ervan. Er werd nog een kapel ontdekt, naar schatting uit de 4e eeuw. Eveneens ontdekte men de resten van een klein dorp of een garnizoensvestiging.
De autoriteiten in Konya keurden in 2009 een voorgesteld restauratieplan goed en Les Amis de la Cappadoce opende een fonds om geld in te zamelen voor het project. De ondersteuning van World Monuments Fund garandeert de goede kwaliteit van het restauratieproject.